# 4552 Nabelek
4552 Nabelek (1980 JC) là một tiểu hành tinh vành đai chính được phát hiện ngày 11 tháng 5 năm 1980 bởi Antonín Mrkos ở Klet.